# Didier Domi
Didier Arsène Marcel Domi (Sarcelles, 8 aprile 1978) è un ex calciatore francese, di ruolo difensore.

## Palmarès

### Competizioni nazionali
- Coppa di Francia: 2

Paris SG: 1994-1995, 1997-1998
- Coppa di Lega francese: 2

Paris SG: 1994-1995, 1997-1998
- Supercoppa francese: 1

Paris SG: 1998
- Coppa di Spagna: 1

Espanyol: 2005-2006
- Campionato greco: 3

Olympiakos: 2006-2007, 2007-2008, 2008-2009
- Coppa di Grecia: 2

Olympiakos: 2007-2008, 2008-2009
- Supercoppa di Grecia: 1

Olympiakos: 2007

### Competizioni internazionali
- Coppa delle Coppe: 1

Paris SG: 1995-1996
- Coppa Intertoto UEFA: 1

Paris SG: 2001